# Plateros centralis
Plateros centralis är en skalbaggsart som beskrevs av Green 1953. Plateros centralis ingår i släktet Plateros och familjen rödvingebaggar. Inga underarter finns listade i Catalogue of Life.